# Meroitikus kor

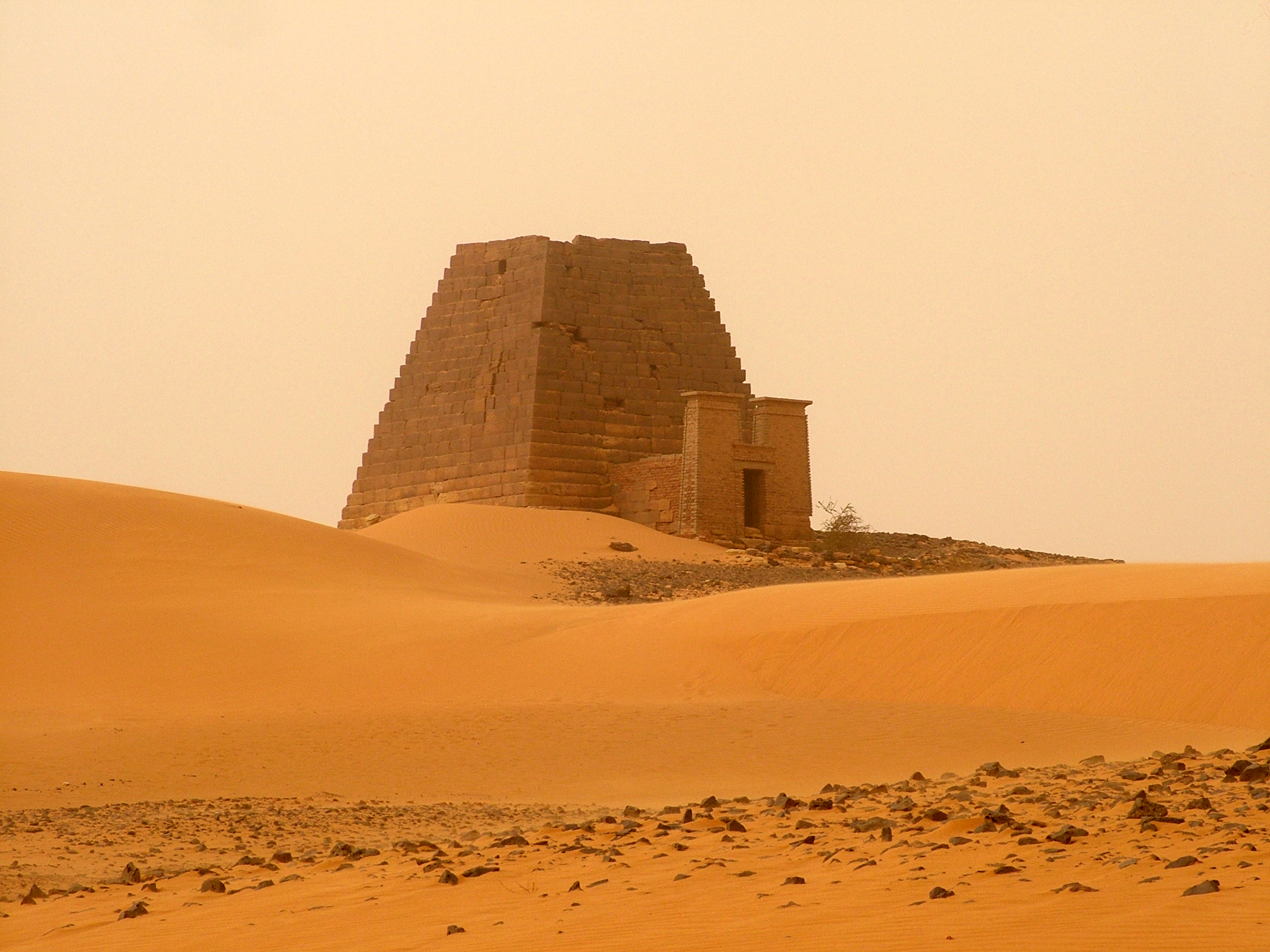
Natakamani meroitikus kori uralkodó piramisa Meroében

A meroitikus kor a núbiai Kusita Királyság második nagy, a napatai kort követő történeti és régészeti korszaka a Kr. e. 3. század és a Kr. u. 4. század között. A elnevezését a királyság egyik legfontosabb déli fővárosáról, Meroéról kapta.

## A meroitikus kor történelme

### A korszak kezdete
A Kusita Királyság történetével kapcsolatosan ókori Egyiptomnál jóval kevesebb írásos emlék áll rendelkezésre, így valódi dinasztiák elkülönítése ma még nagyon nehéz, és gyakran csak régészeti adatok alapján lehet következtetni komolyabb válságidőszakokra vagy erőszakos uralkodóváltásokra.
Egy ilyen minden bizonnyal erőszakos uralkodóváltás emlékét, Arkamaniqo király trónra lépését és a meroitikus kor kezdetét őrizte meg Agatharkhidész Diodórosznál fennmaradt (III. 6. 1–4) elbeszélése:
„Meroéban a papok, akik buzgók az istenek imádatában és tiszteletében és a társadalom legmagasabb legbefolyásosabb osztálya, üzenetet küldenek a királynak, amikor úgy gondolják –megparancsolva neki – hogy haljon meg. Úgy tesznek, hogy ez egy istenek által küldött orákulum, és a halhatatlanok parancsát halandók nem hagyhatják figyelmen kívül.(…) A régi időkben a királyok alá voltak vetve a papoknak, (így) anélkül hogy, akár a kar vagy, bármilyen fegyver ereje legyőzte volna őket, szellemüket bírta le ez a babonaság. II. Ptolemaiosz korában azonban Ergamenész, az etiópok királya, aki görög neveltetést kapott volt az első, aki szembe mert szállni ezzel a paranccsal. Királyhoz méltó elszántsággal, fegyveres erővel ment el a tiltott helyre, ahol az etiópok arany temploma állt és az összes papot legyilkoltatva eltörölte ezt a hagyományt és a saját szándéka szerinti szokásokat vezetett be.”
Az uralkodó a Kr. e. 270-es években lépett a trónra, és bár uralkodásának csak kevés írásos emléke maradt fenn, annyi bizonyos, hogy ő volt az első király, aki temetkezési helyéül a már a 25. dinasztia korától nagy fontosságú déli központ, Meroé nekropoliszát választotta. A város temetőiben az ezt megelőző évszázadokban is számos királyi családtag és főtisztviselő temetkezett, de a királyi síremlékek addig a Napata környéki három nagy piramistemetőben épültek fel.
Különösen árulkodó Arkamaniqo származására vonatkozóan trónnév-választása: a király az erőszakos körülmények között trónra jutott 26. dinasztiabeli Amaszisz (Kr. e. 570–526) fáraó trónnevét vette fel. Emellett nem jelölt ki új sírmezőt magának a déli főváros határában, hanem egy olyan dombhát alacsonyabb részét választotta sírhelyül (Dél-Begravíja), amelynek tetején több korábbi előkelő személy, minden bizonnyal az uralkodó ősei temetkeztek.

### A Kr. e. 3. – 1. század
Arkamaniqo utódjainak korától, a Kr. e. 3. század közepétől válnak markánssá azok a változások, amelyek számos tekintetben – képzőművészetében, ideológiájában, később pedig egy új írásbeliség formájában – átalakították, megújították a kusita kultúrát. Ezeknek a változásoknak egyik fontos jellemzője a núbiai, azon belül is valószínűleg déli, butánai hagyományok fokozott átültetése a vallásba, a monumentális művészeti formákba és a királyság-ideológiába. A kulturális megújulásban ugyanakkor fontos szerepet játszott a Ptolemaiosz-kori Egyiptommal folytatott intenzív érintkezés, amely ugyan a Kr. e. 3. és 2. század fordulóján háborús eseményekbe torkollott Alsó-Núbiában, de később folyamatos kereskedelmi és szellemi kapcsolatot jelentett.
Az új formák, a prosperitás és a felső-egyiptomi kultuszközpontokkal folytatott intenzív szellemi kapcsolat már jól megfigyelhetőek Arnekhamani (Kr. e. 320 k.) és utódjai, Arqamani és Adikhalamani (Kr. e. 3. és 2. század fordulója) monumentális butánai és alsó-núbiai építkezéseiben. A két utóbbi uralkodó a nagy felső-egyiptomi felkelés (Kr. e. 204–186) idején rövid időre elfoglalta egész Alsó-Núbiát Egyiptom déli határáig.
A Kr. e. 2. század végén lépett trónra a Kusita Királyság első ismert uralkodónője, Sanakadakheto királynő, akinek uralkodásához köthető az első datálható meroitikus nyelvű felirat. A királynő összetett és gazdagon díszített sírkápolnája a meroéi királyi temető fennmaradt leggazdagabb építménye.

### Háborúk Rómával és a virágkor
Közvetlen utódairól viszonylag kevés forrás áll rendelkezésre. A Kr. e. 1. század utolsó évtizedeiből, az Egyiptomot elfoglaló Római Birodalommal folytatott háborús események korából ismét több feliratos emlék maradt fenn. A legvalószínűbb az, hogy a Sztrabónnál szereplő, a Petronius-féle hadjárat idején élt félszemű Kandaké Amanirenasz királynővel azonosítható.
Alsó-Núbia státuszának rendezése, az Augustus császárral kötött szamoszi béke (Kr. e. 20) utáni időszak komoly gazdasági és kulturális fellendülést hozott Meroé számára. A Kr. u. 1. század közepén uralkodó Natakamani és Amanitore kora jelentette a meroitikus időszak legprosperálóbb évtizedeit. A társuralkodók építkezéseinek nyomai szinte minden nagyobb núbiai településen megtalálhatóak.
A királyság utolsó évszázadainak rekonstruálásához elsősorban Alsó-Núbiából állnak rendelkezésre írásos források, de az ország déli területeinek régészeti emlékeiből úgy tűnik, hogy a Kr. u. 3. századtól kezdve megjelentek azok a válságjelenségek és változások, amelyek végül a királyság Kr. u. 350 körüli felbomlásához vezettek.

### A bukás
A Kusita Királyság teljes összeomlásának pontos időpontja és körülményei ma még számos ponton homályosak. A Kr. u. 3. századtól számos régészeti adat utal arra, hogy új, a meroitikus kultúra elemeit csak részben átvett csoportok érkeztek és települtek le a királyság belső területeire, és egyre jelentősebb befolyáshoz jutottak a tartományok igazgatásában és a hadseregben. Ezekben a csoportokban összefoglalóan minden valószínűség szerint az akszúmi és a későbbi egyiptomi forrásokban szereplő nobákat ismerhetjük fel, akik a hellénisztikus földrajzi szerzők adatai szerint (Eratoszthenész (Sztrabónnál: XVII. 1. 2); Plinius Nat. Hist. VI. 192; Claudius Ptolemaios IV. 5. 6) a Kr. e. 3. és a Kr. u. 2. század között eredetileg a Nílustól nyugatra, talán a mai Kordofán területén éltek.
A királyság kereskedelmi kapcsolataira és biztonságára súlyos veszélyt jelenthetett a Vörös-tenger és a Nílus-völgy közötti Keleti-sivatagban élő nomád Blemmyes csoportok mobilizálódása és megerősödése és a mai Etiópia területén létrejött Akszúmi Királyság felemelkedése. Akszúm uralkodói, ahogy azt többek között Meroéban talált győzelmi feliratok is tanúsítják, a Kr. u. 4. század első felében több alkalommal lerohanták Butánát és az itt letelepedett nobákat. Nem elképzelhetetlen, hogy az utolsó meroéi uralkodók behódoltak az akszúmi királyoknak. A meroéi királyi temető utolsó sírjainak méretében és kivitelezésben jól megfigyelhetőek a gyors gazdasági és művészeti hanyatlás jelei. Az utolsó királyi temetkezések a Kr. u. 350-es évekre datálhatóak.
Ezzel párhuzamosan Felső-Núbiában gyors hanyatlásának indultak a nagy templomközpontok. A szentélyek többségében kimutatható a késői betelepedés; több épületet tűz pusztított el. A Meroétól nem messze, a Nílus nyugati partján el-Hobagiban feltárt óriási mennyiségű fegyverrel, ugyanakkor részben meroitikus sírfelszereléssel eltemetett fejedelmek sírdombjai és a hasonló méretű, csak részben feltárt tumulusmezők egy új fegyveres elit felemelkedéséről tanúskodnak. A városi központokkal, a templomi kultuszokkal és a képzett papi csoportokkal együtt – a keresztény időszakig, két évszázadra – eltűnt számos olyan kulturális vívmány is Felső-Núbiából, mint a korongolt finomkerámia vagy az írásbeliség.
A 3. kataraktától északra fekvő terület és Alsó-Núbia fejlődése másképp alakult. Az uralmat a királyságnak ebben a tartományában is új, fegyveres vezető réteg vette át, ugyanakkor a képzett papi csoportok is megőrizték befolyásukat a közigazgatásban. A Qusztulban feltárt uralkodói sírdombok alatt talált uralkodói jelvények elemzése arra utal, hogy Alsó-Núbia fejedelmei még a Kr. u. 4. század második felében is valószínűleg egy nagyobb, déli államalakulat északi alkirályainak tekintették magukat, de a Kr. u. 420-430-as évektől a túlparton Ballanában eltemetett utódaik már királyi koronát viseltek.

## A közigazgatás a meroitikus korban

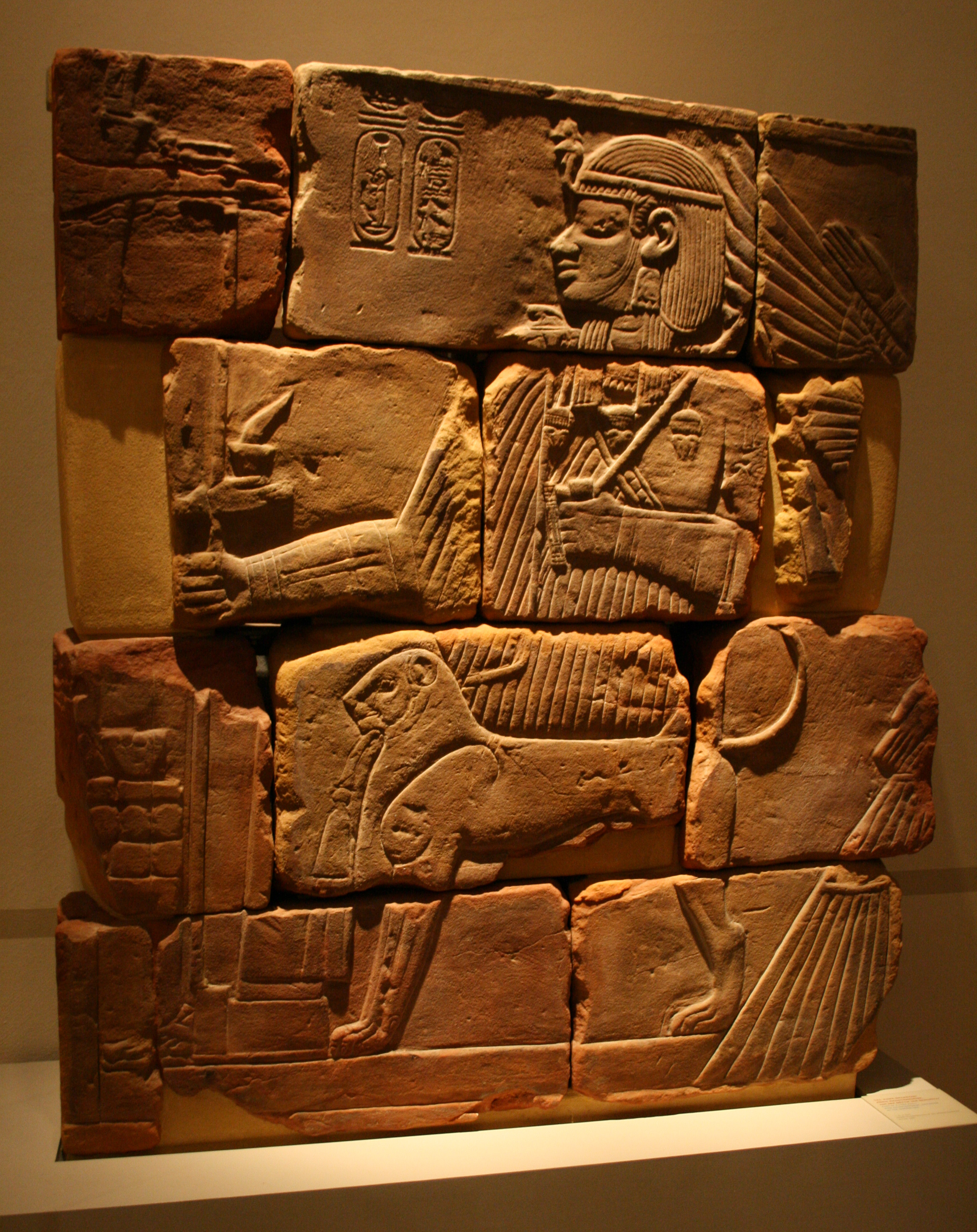
Amanitenmomide király ábrázolása az oroszlános trónon

Az ország élén a meroitikus nyelven qorének (ejtsd: kore) nevezett király állt. Koronájában és ruházatában az ősi núbiai (például ureusz-diadém) és egyiptomi elemek (például kettős korona, jogarok) megtartása mellett Arnekhamani király korára (Kr. e. 3 század második fele) kialakult a sajátos, bonyolult három részből – tunikából, köpenyből és „sál”-ból – álló meroitikus uralkodói viselet. A sírkápolnák falán az uralkodó jellegzetes oroszlános trónon ülve fogadja udvartartását és az áldozathozókat.
A királyi trónra a Kr. e. 2. század végétől nők is gyakran kerültek. A Bibliában is fennmaradt kandaké (ktke) kifejezés jelentése valószínűleg „királyi nővér”, amely azonban a qore (uralkodó) szóval együtt használva a meroitikus uralkodónő címe. A napatai időszakhoz hasonlóan az uralkodói család és az előkelő családok számára is roppant fontosságú volt az anyaági rokonság és az ősök nyilvántartása. Társuralkodásról csak Natakamani és Amanitore esetében (Kr. u. 1. század második fele) van tudomásunk.
Mai ismereteink szerint a Kusita Királyságban – legalábbis névlegesen – minden birtok az uralkodóé volt, a királyi udvarba folytak be az adók, és a királyi közigazgatás helyi raktárain keresztül valósult meg a királyi műhelyekben készült kézműves termékek és javak (például korongolt finomkerámia) újraelosztása. A királyi raktárakon keresztül folyt Egyiptommal, és minden bizonnyal a környező területekkel is, és ide érkeztek meg a mediterrán világ termékei.
E hatalmas, észak–déli irányban legalább 1200 km kiterjedésű birodalom adminisztrációjáról meglehetősen egyenetlenül állnak rendelkezésre információk. Míg északon, Alsó-Núbia közigazgatásáról a meroitikus és démotikus nyelvű kurzív templomfeliratok és áldozati táblák alapján meglehetősen pontos kép rajzolható meg, addig a királyság központi területéről ma még kevesebb a feltárt feliratos emlék, és azok is meroitikus nyelvűek. Alsó-Núbia egy peseto-nak (ejtsd: peszeto) nevezett alkirály felügyelete alatt állt, aki alatt számos további területi vezető és írnok dolgozott. A 2. és a 3. katarakta közötti terület Szedeingában székelő kormányzója a slqene (ejtsd: szalakene) címet viselte.
A területi adminisztráció összekapcsolódott a helyi templomközpontok papságával. Az áldozati táblákon fennmaradt címek tanúsága szerint a tisztségviselők, Egyiptomhoz hasonlóan, gyakran papi rangokat is viseltek. A templomközpontok a királyi raktárakkal együtt az adószedés és az állami újraelosztó rendszer fontos intézményei voltak. A déli területek közigazgatásának rendszere ma még alig ismert, de biztos, hogy fontos szerep jutott az ősi regionális központoknak, városoknak és a legdélebbi területeken a törzsi vezetőknek.
A királyság élén álló vezetőréteg és a kiterjedt királyi rokonság tagjai mai ismereteink szerint nagyrészt a királyság központi területeiről származtak. A legbefolyásosabb családok tagjai töltötték be a legfontosabb papi, civil és katonai rangokat. A Kr. e. 2. századtól fennmaradt meroitikus nyelvű áldozati táblákon szereplő, szigorúan szerkesztett feliratok a ma még csak korlátozott mértékben ismert nyelv viszonylag jól értelmezhető emlékei. Ezeken a táblákon az áldozati formulák mellett az elhunyt nevét és viselt rangjait is felsorolják, sőt gyakran a rokonság befolyásos tagjait és címeit is feltüntetik, amiből a családi kapcsolatok roppant fontosságára lehet következtetni.
Bár a 23 alfabetikus és alfaszillabikus karaktert használó meroitikus írásrendszert Francis L. Griffith angol egyiptológus 1911-ben olvashatóvá tette, maga a nyelv ma még jórészt megfejtetlen. Az írásrendszer Kr. e. 2. századi feltalálása idején közel egyszerre jelent meg a csak királyi kőemlékeken alkalmazott hieroglif és a kurzív meroitikus írás. A vélemények ma megoszlanak a meroitikus írásbeliség elterjedtségével és az adminisztrációban betöltött jelentőségével kapcsolatban.
A rendelkezésre álló adatok alapján elmondható, hogy bár Alsó-Núbiából és Meroéból számos, valószínűleg adminisztratív szöveget, orákulumot tartalmazó papirusztöredék és osztrakon ismert, az írásbeliség a legfontosabb szerepet a szakrális életben (templomi és halotti kultusz, stb.) és a királyi propagandában (például sztélék, dedikációk) játszotta. Nagyon valószínű, hogy az írás mellett az adminisztrációban más, archaikusabb nyilvántartási módokat is használtak (például edénylezáró pecsétek összegyűjtését raktári nyilvántartáshoz).

## Vallás és templomok

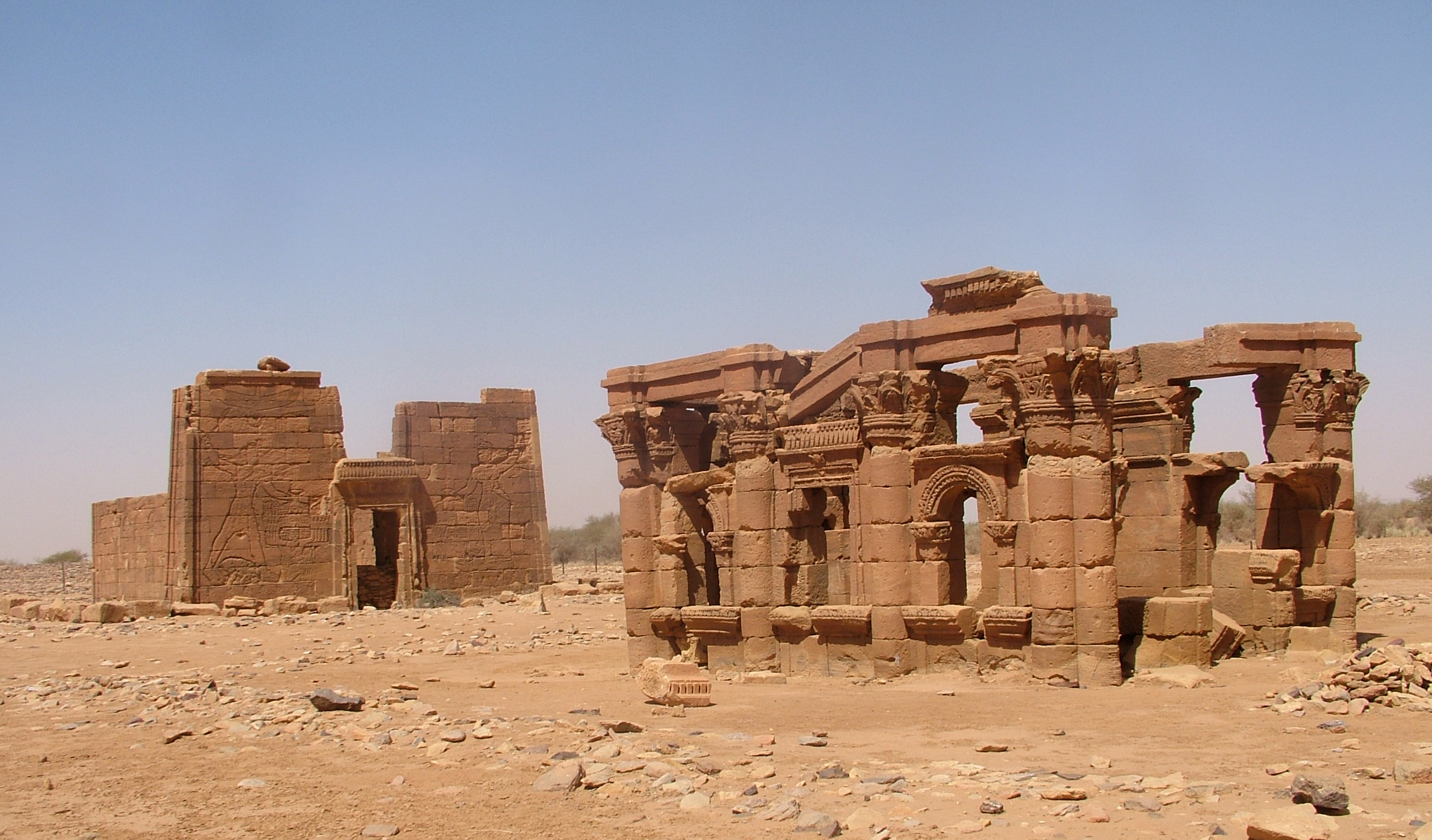
A naqai Apedamak templom és az úgynevezett „római koszk”

A meroitikus kori Núbia kultuszközpontjai ma még meglehetősen egyenetlenül feltártak. Az északi nagy szentélyekben (Napata, Kawa) a korai feltárások sajnos számos esetben csak részben dokumentálták a Napata-kori szentélyekhez épült későbbi emlékeket.
A hivatalos tiszteletben részesülő istenségek közül kétségkívül a Dzsebel Barkal szent hegyében lakozó napatai Amon és a thébai Amon kultusza volt a legjelentősebb. Mellettük tovább éltek a jellegzetes, önálló ikonográfiával és entitással rendelkező lokális núbiai Amon-alakok, mindenekelőtt az északi központok főistenei, Kawa és Kerma (Pnubsz) Amonjai.
Tiszteletük Alsó-Núbiában számos helyen folyamatos volt, vagy, különösen a Dodekaszkhoinoszban, a Kr. e 1. század végén újjászervezték ősi kultuszhelyeiket.
A Kr. e. 3. századtól fokozatosan megjelentek a hivatalos kultuszban és művészetben, illetve kaptak önálló ikonográfiát olyan istenségek, akiknek alakjában minden bizonnyal a déli, butánai terület ősi istenalakjait ismerhetjük fel. Közülük kiemelkedik Apedemak alakja, aki valószínűleg a szavannaövezet több lokális oroszlánistenségét egyesíti magában. Apedamaknak a harcos attribútumai mellett a termékenységi kultuszokban is fontos szerep jutott. Legfontosabb szentélyközpontjai a butánai szavanna belsejében, Muszawwarat esz-Szufrában és Naqában állottak.
Apedamak mellett más harcos vadászistenségek is alakot öltenek a templomi kultuszokban. Arensznuphisz ábrázolásában az egyiptomi Su és Onurisz formáját ölti magára. Szebiumeker istent szintén harcos- és vadászeszközökkel felfegyverkezett fiatal férfiként ábrázolják.
Továbbra is számos egyiptomi istenség részesült tiszteletben a templomi kultuszokban. Hórusz, Mut és Honszu is feltűnik a reliefábrázolásokon, Masa meroitikus isten elnevezése mögött pedig Amon-Ré alakját véli felfedezni a kutatás. Ízisz istennő, bár önálló kultuszhelye állt Wád ben-Nagában, elsősorban a halotti rituálékban kapott fontos szerepet Ozirisszal, Nephthüsszel és Anubisszal együtt. A hellénisztikus Egyiptom a művészetek mellett már a Kr. e. 3. század közepétől kezdve az újabb vallási képzetek terén is nagy hatást gyakorolt a meroéi kultúrára.
Szerápisz és egy sugárkoronás, valószínűleg Apedamakkal azonosított szoláris istenalak (Sol?) tiszteletéről tanúskodnak a nakai Apedamak-templom belső reliefjei (Kr. u. 1. század közepe), valamint az előbbi isten nevét tartalmazó teofor nevek (istenneveket tartalmazó személynevek).
A Nílus áradásával és az újévi ünnepségekkel összefüggésben álló királyi termékenységi- és őskultuszok színhelyeként értelmezhető meroéi víziszentély szoborábrázolásaiban a Ptolemaiosz-kori egyiptomi Dionüszosz-kultusz elemei is felfedezhetőek.
A királyság fontos településein és adminisztratív központjaiban álló, szervezett papsággal rendelkező templomközpontok mellett minden bizonnyal tovább éltek az ősi helyi animisztikus hagyományok is. Ezeknek egy része – mint például szent hegyek és barlangok tisztelete – hivatalos, szervezett formát kapott (például Naqában vagy Dzsebel Qeiliben), mások továbbéléséről egyelőre szórványos régészeti (például áldozati edények halmai a butánai hegytetőkön) és művészeti adatok (például kerámiaábrázolások) tanúskodnak.
Ebben a korszakban számos új forma és épülettípus alakult ki. a templomépítészetben. A tradicionális, több helyiséges templomtípust követi Meroé városában a Kr. e. 3–2. században megépült nagy Amun-szentély (M260 ), amelynek fő előképe a Dzsebel Barkal tövében álló hatalmas napatai Amun-szentély (B500) és a többi 25. dinasztia korában épült templom lehetett. Hasonló alaprajzú Amun-szentélyek épültek többek között a Kr. u. 1. században Naqában és Dangeilben is.
Ugyanakkor már a Kr. e. 3. századtól megjelenik az egy- vagy kéthelyiséges, téglalap alakú, gyakran oszlopokkal alátámasztott, lapos tetejű szentélytípus pülón formára kiképzett bejárattal. A pódiumra emelt épület kapujához gyakran rámpa vezetett fel. Az utóbbi szentélytípus gyakran, de nem kizárólag, Apedamak tiszteletével áll kapcsolatban. Az utóbbi szentélytípus leginkább a Butánában terjedt el. Ilyen alaprajzú a híres naqai Apedamak-szentély, több muszawwarat esz-szufrai épület és számos kisebb meroéi templom. A templomok előtt gyakran kioszkok épültek, amelyek minden valószínűség szerint az istenbárkák körmenetei során kaptak szerepet.
A hellénisztikus alexandriai művészet hatása számos estben kimutatható mind az építészeti formákban, mind a díszítőelemekben. Különösen szembetűnők ezek az elemek például a naqai Apedamak-templom előtti, úgynevezett „római kioszk” díszítésében, vagy a Meroé városán kívül álló, a Kr. e. 1. században átépített úgynevezett Nap-szentély (M250) esetében.
Az általában homokkőből épült butánai szentélyek egyes részeihez gyakran égetett téglát is használtak. A templomok mind külső, mind belső falait polikróm festésű reliefábrázolásokkal látták el, de gyakori volt a vakolt felületek festése vagy aranyozása, valamint plasztikus díszítőelemek használata is. A domborműveket kísérő egyiptomi hieroglif szövegek és istennevek helyét a Kr. e. 2. század végétől fokozatosan átvették a meroitikus hieroglif és kurzív feliratok. Az uralkodónevekben és a halotti kápolnák falán ugyanakkor tovább élt az egyiptomi nyelv használata.

## Lakosság és életmód
A földrajzilag széttagolt királyságot kultúra és életmód, valamint minden bizonnyal a nyelv tekintetében is különböző csoportok népesítették be. A helyi királyi központok közös jellemzőin és a királyi műhelyekben készült termékeken túl, az alacsonyabb társadalmi rétegek anyagi kultúrájában olyan mértékű regionális különbségek mutatkoznak, amelyek alapján sokszor még azt is nehéz eldönteni, hogy egy adott terület még a Kusita Királyság részét képezte-e. Különösen igaz ez olyan peremterületekre mint a Kék-Nílus vidéke vagy a 4. katarakta környéke.
A Nílus-menti területek településeinek jelentős részét kisebb-nagyobb falvak alkották, amelyeknek épületei főként vályogtéglából és egyéb organikus anyagokból álltak. A fontosabb regionális központokban voltak a királyi hatalom intézményei, az égetett téglából és kőből készült adminisztratív épületek, raktárak és templomok.
A legnagyobb településeken (például Napata, Wád ben Naga, Meroé) ezek közelében nagyméretű, általában négyszögletes alaprajzú, többszintes királyi paloták is álltak, amelyek gazdag festett, stukkós, aranyozott díszítése a templomok dekorációjával állítható párhuzamba. Ezek a paloták szolgálták az utazó udvar kényelmét, különösen a valószínűleg a napatai kortól továbbélő, az ország ősi szakrális központjaiban történő koronázási szertartások során. A butánai területek félnomád lakossága számára a királyi hatalom elsősorban a nagy víztározók (hafírok) mellett álló szentélyek és adminisztratív épületek formájában jelent meg, amelyeknek már dekorációs programja is – mint az ellenséget széttépő oroszlánok, megkötözött foglyok szobrai – a központi hatalom erejére figyelmeztette a helyi törzseket.